# Операція «Мотормен»
Операція «Мотормен» — велика військова операція, проведена британською армією в Північній Ірландії 31 липня 1972 року, з метою ліквідації «заборонених зон» (територій контрольованих збройними загонами ірландських націоналістів) .

## Передумови
Заворушення в Ірландії в серпні 1969 року ознаменували початок конфлікту в Північній Ірландії. Після заворушень два головних міста півночі острова, Белфаст і Деррі, практично не контролювалися британським урядом. Багато районів цих міст частково або повністю перебували в зоні впливу ірландських націоналістів та їхніх союзників. Мало місце будівнивництво барикад, які зводило місцеве населення, щоб захистити свої райони від атак з боку британських сил безпеки. Райони, які контролювалися націоналістами  стали іменувати «заборонені зони».
До кінця 1971 року в Деррі було встановлено 29 барикад; 16 з них могли навіть витримати натиск бронетехніки. Багато з націоналістичних заборонених зон безпосередньо контролювала Ірландська республіканська армія (ІРА)  .
21 липня 1972 року бойовики ІРА підірвали 22 бомби в Белфасті. Дев'ять осіб (в тому числі два солдата і один лояліст) були вбиті і 130 отримали поранення. Атака спонукала британський уряд знищити «заборонені зони»  .

## Підготовка
Операція «Мотормен» була найбільшою британською військовою операцією з часів Суецької кризи 1956 року і найбільшої в історії Ірландії з часів ірландської війни за незалежність . За кілька днів до 31 липня в Північну Ірландію прибуло близько 4000 військовослужбовців з інших частин країни . Всього задіяно майже 22 000 військових , в тому числі 27 піхотних і два броньованих батальйони, які підтримувалися полком оборони Ольстера (UDR) в 5 300 осіб  . В операції задіяно велику кількість бронемашин і танків  .
Швидке нарощування військового контингенту не минуло непоміченим ІРА. Велика частина бойовиків ІРА покинула «заборонені зони» за день до операції.

## Хід операції
Операція почалася близько 4:00 ранку 31 липня. У «заборонених зонах», таких як Вільний Деррі, жителів заздалегідь попередили про те, що готуються прориви барикад. Британська армія за підтримки бульдозерів змогла розламати барикади. Потім райони «заборонених зон» заполонила британська піхота, підтримувана бронеавтомобілями і танками . Бойовики ІРА і їх лоялісти практично не мали зброї, щоб протистояти британській армії, тому без опору здали всі свої позиції. Однак кілька незначних сутичок все ж відбулися.

До кінця дня Деррі і Белфаст були очищені від «заборонених зон», але ситуація ще була напруженою  .

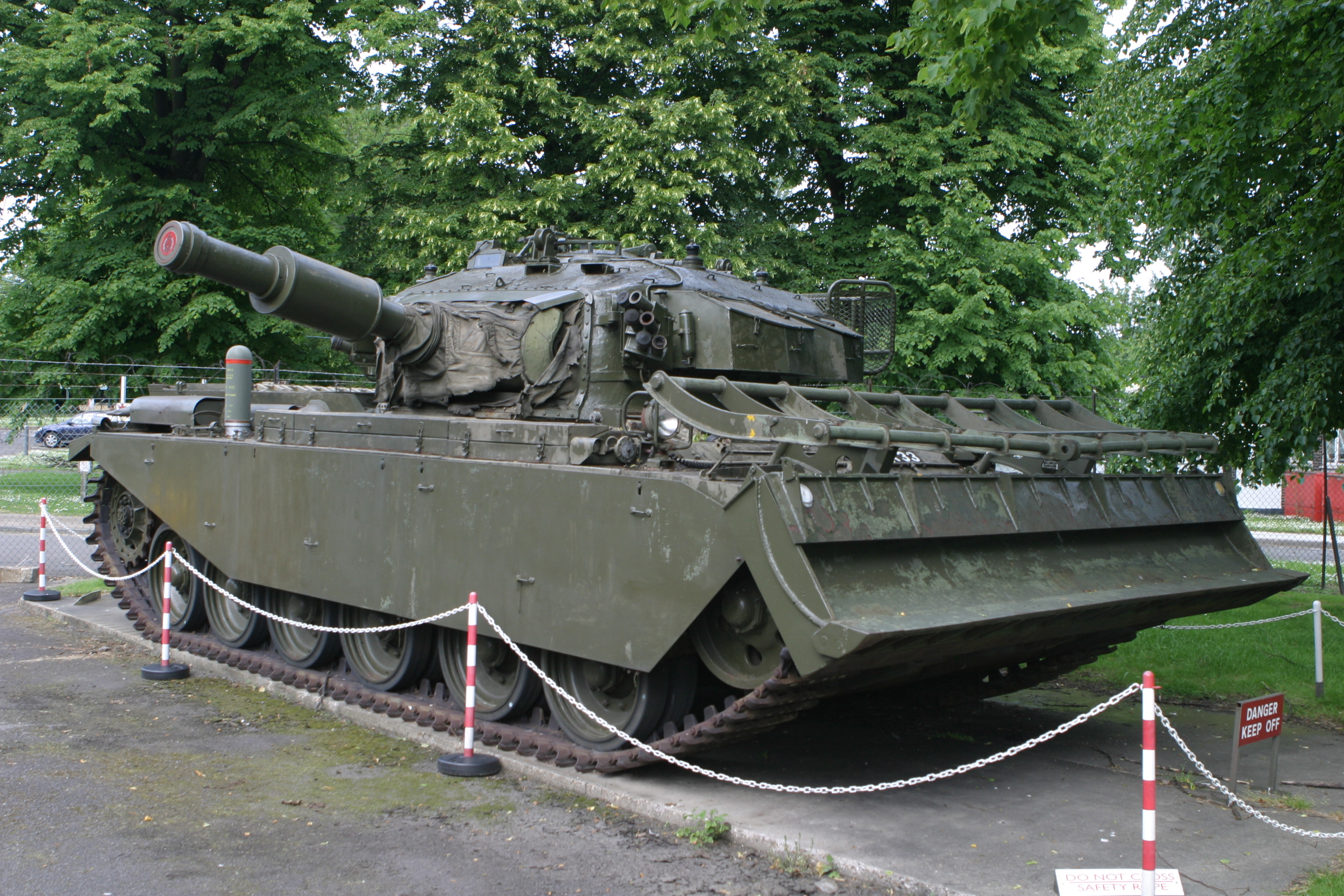
Танки Центуріон A41 були задіяні в операції.
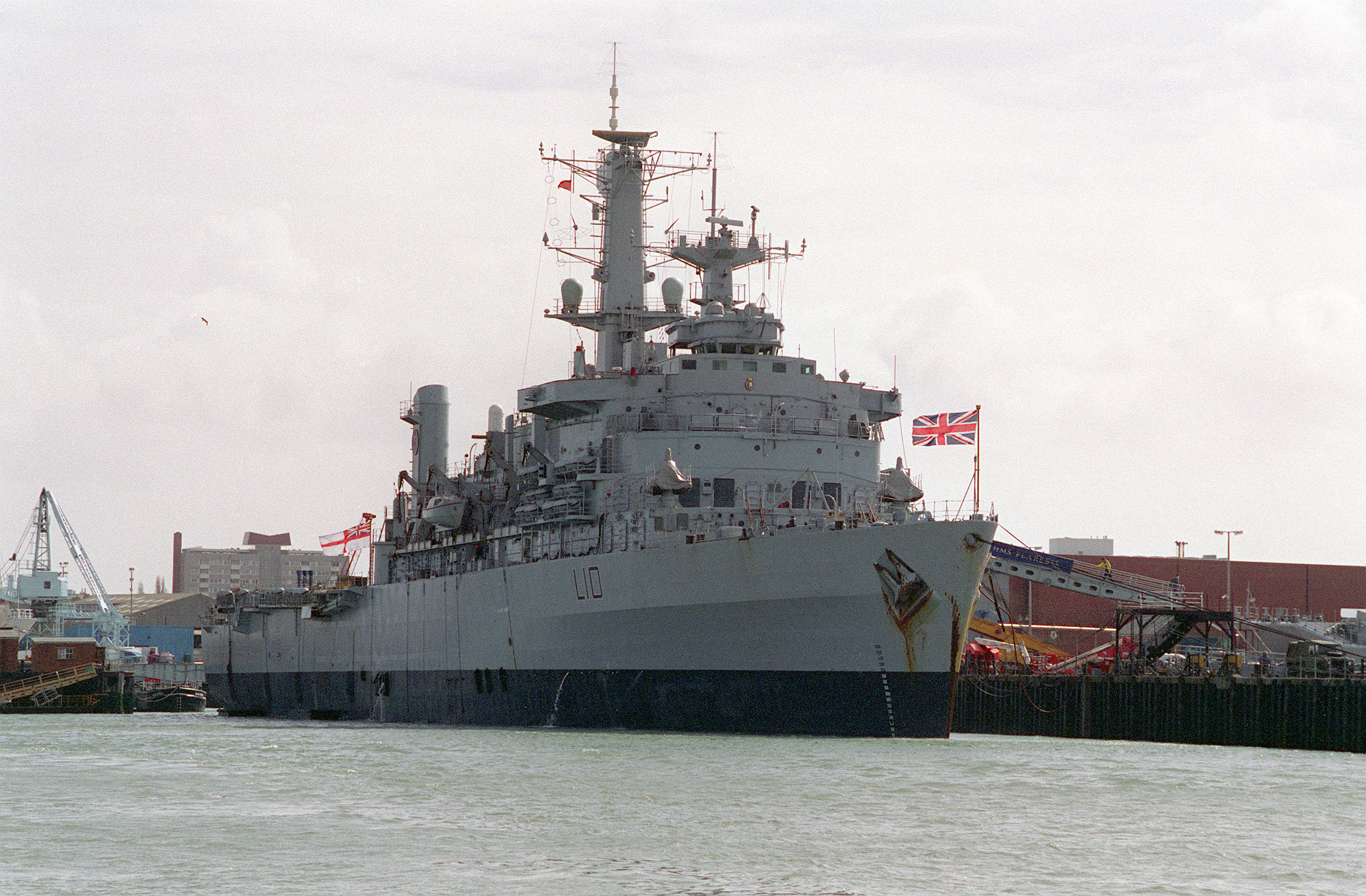
Десантні кораблі HMS Fearless перекидали війська в Північну Ірландію напередодні операції.

## Жертви
Під час операції британська армія застрелила не менше двох людей в Деррі, одного мирного жителя і одного члена ІРА:
- Даніель Хегарті, 15-річний житель Деррі [8], застрелений разом зі своїми двоюрідними братами, коли вони вийшли на вулицю, щоб подивитися на військову техніку. Один з його кузенів, Крістофер Хегарті, вижив, незважаючи на поранення  в голову.
- Шеймус Бредлі, 19-річний член ІРА, застрелений в Деррі.

У Белфасті кілька людей заарештовано, але ніякого збройного опору не було.

## Наслідки
Через кілька годин після завершення операції «Мотормен» стався теракт на головній вулиці села Клауді в графстві Лондондеррі, в результаті якого дев'ять мирних жителів загинули. П'ятеро з жертв були католиками, а четверо - протестантами. В організації теракту звинувачувалася Тимчасова ІРА, яка відкидала ці звинувачення  і заявляла, що жоден її підрозділ не влаштовував вибух  .